# Selma Laman
Selma Karolina Laman, född Karlsson den 29 juli 1862 i Östra Hargs socken, död 8 augusti 1936 i Stjärnorps församling, var en svensk missionär. Hon tillhörde den första generationen av kvinnliga missionärer som verkade på Svenska missionsförbundets (SMF) missionsfält i nuvarande provinsen Kongo-Central (tidigare Bas Congo/Nedre Kongo) i dåvarande Fristaten Kongo; från 1908 blev namnet på landet Belgiska Kongo. Hon arbetade där under sammanlagt fem arbetsperioder mellan 1891 och 1919. Förutom de gängse arbetsuppgifterna för kvinnliga missionärer, såsom sjukvård och undervisning, deltog hon aktivt i sin make Karl Lamans språkvetenskapliga och etnologiska forskning.

## Biografi
Selma Laman föddes i Östra Hargs socken i Östergötland. Föräldrarna var hemmansägaren Karl Fredrik Månsson och hans hustru Emilia Pihlblad. Selma Laman blev äldst av sju syskon; en äldre bror hade dött innan hon föddes. Familjen var inte välbärgad, men heller inte utfattig. Efter genomgången folkskola arbetade hon i hemmet och som piga i hemtrakten. Vid 19 års ålder flyttade hon till Stockholm, där hade plats som jungfru och sjukvårdare i borgerliga familjer.
Redan som barn blev Selma Laman påverkad av läsning av missionstidningar och började fantisera om att en dag bli missionär i Afrika. Vid 17 års ålder blev hon omvänd och i Stockholm blev hon medlem av Östra församlingen inom Lutherska missionsföreningen, en församling ansluten till SMF. Våren 1890 nåddes hon av beskedet att samfundets första kvinnliga missionär, Wilhelmina Svensson, avlidit av malaria i Kongo. Selma Laman upplevde då att Gud kallade henne att fortsätta det arbete som Wilhelmina Svensson inlett. Under följande höst studerade Selma Laman på utbildningen för kvinnliga missionärer, Elsa Borgs Bibelkvinnohem i Stockholm. Hon invigdes till missionär inom SMF den 22 februari 1891.
I maj 1891 anlände Selma Laman, som då hunnit bli 29 år, till Kongo. Hon blev placerad på missionsstationen Kibunzi. Till en början arbetade hon främst med hushållsarbete, men också med verksamhet riktad till kvinnor och barn, bland annat med söndagsskolan och en kvinnoskola. På samma missionsstation arbetade även Karl Edvard Laman, som rest till Kongo med samma båt som Selma Laman. Han kom att bli en av de mest kända svenska kongomissionärerna. Framför allt har han fått stort vetenskapligt erkännande för sina översättningar och banbrytande studier av bantuspråk, men även för stora insatser inom etnologin. Karl och Selma Laman blev snart ett par; de trolovade sig i december 1892 och gifte sig den 15 januari påföljande år. Makarna Laman fick två döttrar som båda dog i späd ålder, Ruth Elisabeth Atondo Laman, som föddes under parets första viloperiod i Sverige och avled där sedan föräldrarna återvänt till Kongo, och Maria Debora Laman, som föddes och dog i Kongo.
Paret Laman arbetade i Kongo i omgångar på mellan tre och fem år, motsvarande 19 år. Med undantag av den första perioden var de mestadels verksamma på missionsstationen Mukimbungu. Under perioderna i Sverige undervisade Selma Laman på missionskurser och var en uppskattad föredragshållare. Under de tre sista kongovistelserna deltog hon alltmer i makens vetenskapliga arbete och reste tillsammans med honom på två längre forskningsresor till (dåvarande) Franska Kongo, 1911 respektive 1918. På uppdrag av Erland Nordenskiöld, föreståndare för Naturhistoriska riksmuseets etnografiska avdelning i Stockholm, hade svenska kongomissionärer uppmanats att samla in föremål och studera kulturen. I detta etnologiska arbete utnyttjade makarna Laman tidens moderna teknik för att dokumentera folkets kultur och levnadssätt, naturligtvis kamera, men även fonograf som användes för att dokumentera olika dialekter, sagor och sånger. De omgav sig alltid med inhemska assistenter som fungerade som tolkar, både i bokstavlig och bildlig bemärkelse. Förutom immateriella kulturuttryck som språk och traditioner lades stor vikt på dokumentation av det materiella, föremålsinsamling. Etnografiska museet/Världskulturmuseerna har idag 2 165 föremål som är insamlade av Karl och Selma Laman i de båda Kongostaterna. Till stor del rör det sig om artefakter med religiös och rituell laddning, men även bruksföremål, musikinstrument, vapen, prydnadsföremål och leksaker samlades in. Merparten av dessa registrerades och packades av Selma Laman under våren 1918. 
Selma Laman och hennes man Karl Edvard Laman samlade även in mänskliga kvarlevor i Kongo tidigt 1900-tal under deras missionsresa
I Selma Lamans personarkiv finns en samling självupplevda berättelser från Kongo, skrivna av henne själv. Det är reseskildringar, anekdoter, skildringar av missionärers sjukdom och död, men framför allt ett stort antal personporträtt av människor som hon lärt känna i Kongo. Fastän texterna till viss del är sedelärande och moralistiska, bryter de den gängse litterära genren för missionslitteratur. De ger en initierad och nyanserad bild av vanliga människor och deras livsvillkor, inte minst lyfts kvinnors och flickors livsöden fram. Berättelserna utgör också ett intressant tidsdokument som skildrar situationen för folket i Kongofristaten, präglad av kulturkonfrontationer och stort lidande till följd av sjukdomsepidemier och kolonialt våld. Levnadsteckningarna visar på ett genuint intresse för enskilda människoöden och folkliga seder, bruk och trosföreställningar och kan betraktas som ett etnologiskt pionjärarbete. Texterna blev dock aldrig publicerade, fastän det troligen var det ursprungliga syftet.
Selma Laman arbete bland barn och sjuka togs för givet, liksom var fallet även för andra kvinnliga missionärer, vilka överlag lämnat väldigt få spår efter sig i historieskrivningen. Trots att Selma Laman deltog aktivt i makens omfattande arbete har hon knappast fått något erkännande, varken i sin samtid eller senare.
Selma Laman var 57 år då hon med sin man återvände till Sverige för gott. Paret bosatte sig i Stjärnorp, där de låtit uppföra en stuga vid Selma Lamans barndomshem. Efter hemkomsten fortsatte Karl Laman sitt vetenskapliga arbete och publicerade en rad viktiga verk. Det anges i SMF:s matriklar att Selma Laman sysslade med hushållsarbete. Förmodligen fortsatte hon även att assistera sin man i hans forskning. Selma Laman avled 74 år gammal den 8 augusti 1936 efter en tids sjukdom, sex år före sin make. I dödsrunan i SMF:s tidning Missionsförbundet (daterad 11 augusti 1936) står att ”Hon tillhörde den äldre typen av missionärer, såtillvida som hon icke särskilt utsåg någon gren av verksamheten som sin, utan tog del i allt som förekom. Kongokvinnorna kom till henne som till en mor och frambar sina bekymmer och sin glädje. De sjuka, svaga och små hade i Fru Laman en trofast vän, som nästan till övermått kunde offra sig för dem.”